# Гері Робертс
Гері Р. Робертс (англ. Gary R. Roberts; нар. 23 травня 1966 у Північному Йорку, Онтаріо, Канада) — канадський хокеїст, лівий нападник. 
Виступав за «Оттава Сіксті-Севенс» (ОХЛ), «Монктон Голден-Флеймс» (АХЛ), «Гелф Плейтерс» (ОХЛ), «Калгарі Флеймс», «Кароліна Гаррікейнс», «Торонто Мейпл-Ліфс», «Флорида Пантерс», «Піттсбург Пінгвінс», «Тампа-Бей Лайтнінг».
У складі молодіжної збірної Канади учасник чемпіонату світу 1986.
Володар Кубка Стенлі (1989). Учасник матчу всіх зірок НХЛ (1992, 1993, 2004). Володар Трофея Білла Мастертона (1996).